# Lacock
Koordinaten: 51° 25′ N, 2° 7′ W
Lacock ist ein Dorf östlich von Bath in der englischen Grafschaft Wiltshire und ca. 5 km entfernt von Chippenham. Der Name leitet sich vom angelsächsischen „Lacuc“ ab, was „kleiner Strom“ bedeutet, womit der Bach Bide gemeint ist. Das Dorf gehört fast vollständig dem National Trust.

## Geschichte
- um 1000 – Die Normannen errichten eine erste Kirche.
- 1232 – Die Countess Ela of Salisbury gründet zum Gedächtnis an ihren Mann William Longespee, einem illegitimen Sohn von König Henry II., ein Kloster für Frauen und Mädchen.
- 13. bis 18. Jahrhundert – Bau der Häuser im Dorf, die z. T. heute noch stehen.
- 14. Jahrhundert – Umbau der normannischen St. Cyriac’s Church.
- 14. bis 18. Jahrhundert – Wirtschaftliche Blüte durch den Wollhandel.
- 1539 – Auflösung des Klosters und Verkauf an William Sharington. Abriss der Abbey-Kirche und Umbau der Klosteranlage zum Herrenhaus.
- 1753 – Die Familie Fox-Talbot gibt der Anlage ihr heutiges Aussehen.
- 1835 – William Henry Fox Talbot erfindet in Lacock Abbey die Negativ-Fotografie.
- 1944 – Dorf und Herrenhaus kommen zum National Trust. Mitglieder der Familie Talbot bewohnen weiterhin Teile des Herrenhauses Lacock Abbey.

## Film

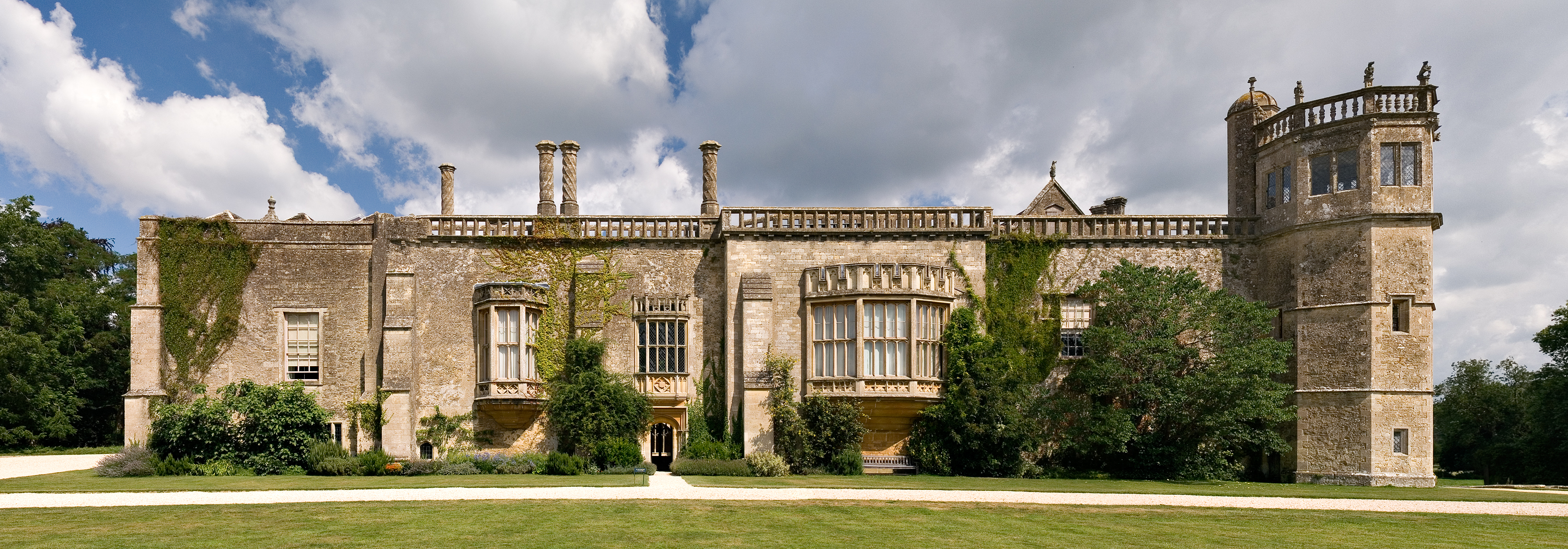
Lacock Abbey

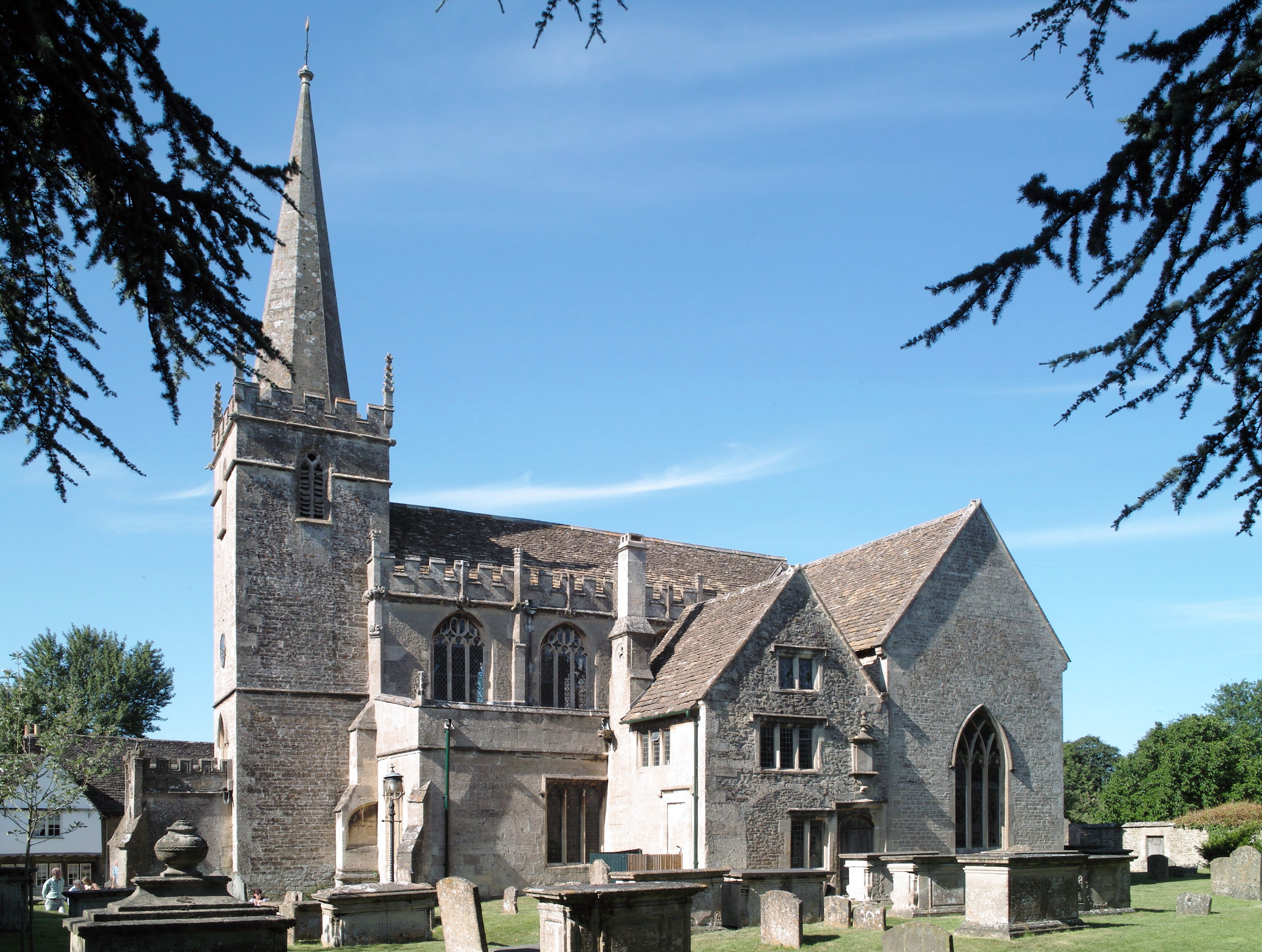
The Church of St Cyriac, Lacock, aus dem späten 11. Jahrhundert

Lacock wurde bereits mehrmals als Filmkulisse genutzt, in besonderem Maße für die BBC-Produktion Stolz und Vorurteil (1995) und für mehrere Harry-Potter-Verfilmungen, wo allem voran Lacock Abbey als Kulisse für einen Teil der Innenaufnahmen der Zaubererschule Hogwarts diente.
- 1995 – Stolz und Vorurteil für die BBC
- 1996 – Emma
- 2000 – Harry Potter und der Stein der Weisen
- 2001 – Harry Potter und die Kammer des Schreckens
- 2007 – The Cranford Chronicles für die BBC
- 2007 – Harry Potter und der Halbblutprinz
- 2019 – Downton Abbey

## Persönlichkeiten
- Charles Stewart (1881–1965), Sportschütze
- Zoe Sugg (* 1990), Vloggerin, Webvideoproduzentin, Bloggerin und Autorin